# HD 3795
HD 3795，又名CD-24 263，SAO 166475、HR 173，是一颗恒星，视星等为6.14，位于銀經85.79，銀緯-85.86，其B1900.0坐标为赤經0h 35m 30.7s，赤緯-24° -85.86′ 40″。